# 滕巍
滕巍（1974年5月21日—），中国女足运动员。
出生在吉林省长春市。1985年起，进入长春市军体校踢球。1989年，被选入长春市队，教练是胡毅夫。1990年，被选入国家集训队，其教练是商瑞华。
1993年，长春女足因战绩不佳和经济拮据被解散。滕巍曾先后效力于陕西队、深圳队。1994年，滕巍从深圳队退役，原本被安排到深圳市体工队训练科训练业余球员，享受教练待遇。但第二年他便加入了广州八一队，备战八运会。1998年底退役，回深圳体工队继续当教练。
2001年，获北京女足主教练王海鸣的邀请，加入北京城建队，参加九运会。2002年，她帮助北京女足夺得联赛和超级联赛冠军，随后当选超级联赛最有价值球员。12月，被女足国家队主教练马良行选入国家队，成为国家队中年龄最大的新人。
2003年，滕巍参加女足四国邀请赛，在1月29日，在中国队与挪威队的比赛中，滕巍射入一球，随后脱去球衣，仅着白色运动胸罩绕场奔跑，成为中国女足在国家赛事上的“第一脱”。此赛中国队战平挪威队，获得四国赛亚军，滕巍因此获得本场赛事的最佳球员，被媒体誉为中国女足的“新孙雯”。
2004年，滕巍从北京城建队转会到江苏都川队。2005年，滕巍因伤退役。此后逐渐淡出公众视野。2012年，曾有滕巍经营刺参生意的报导。